# Daniel Marius Potorac
Daniel Marius Potorac (n. 13 februarie 1982) este un fost jucător de fotbal român, care a jucat pentru echipa FCM Bacău.